# Болтукаев, Анзор Адамович
Анзо́р Ада́мович Болтука́ев (род. 5 апреля 1986, Грозный) — российский чеченский борец вольного стиля, мастер спорта России, чемпион и призёр чемпионатов России, бронзовый призёр чемпионата мира, чемпион Европы (2016), Заслуженный мастер спорта России. Член сборной команды страны с 2009 года. Участник Олимпиады 2016 года в Рио-де-Жанейро. 7 сентября 2016 года награждён медалью «За заслуги перед Чеченской Республикой».

## Спортивные результаты
- В матчевой встрече «Чечня — США» (Гудермес, Чеченская Республика) одержал победу над американцем Клинтоном Ваденбергом в весовой категории до 84 кг. Получил приз «За лучшую технику»;
- Первенстве мира среди юниоров 2006 года (Гватемала) — 6 место;
- Кубок мира по борьбе 2009 года (Тегеран) — 9 место;
- Кубок Рамзана Кадырова 2009 года — ;
- Кубок Рамзана Кадырова 2010 года — ;
- Кубок Рамзана Кадырова 2011 года — ;
- Кубок Рамзана Кадырова 2014 года — ;
- Чемпионат России по вольной борьбе 2008 года — ;
- Чемпионат России по вольной борьбе 2013 года — ;
- Чемпионат России по вольной борьбе 2014 года — ;
- Чемпионат России по вольной борьбе 2016 года — ;
- На Олимпиаде 2016 года в Рио-де-Жанейро проиграл в 1/8 финала представителю Украины Валерию Андрейцеву[2];
- Гран-при Иван Ярыгин 2017 года — [3];

В августе 2017 года решением международной федерации Объединённый мир борьбы Анзор Болтукаев был лишён серебряной медали чемпионата Европы 2017 года за нарушение антидопинговых правил.